# Tix (artist)
Andreas Haukeland, mer känd som Tix (stiliserat som TIX), född 12 april 1993 i Bærum, är en norsk musiker, musikproducent och låtskrivare. Han representerade Norge i Eurovision Song Contest 2021 i Rotterdam med låten "Fallen Angel" där han slutade på en 18:de plats i finalen. (norsk originaltitel: Ut Av Mørket).
Tix har tourettes syndrom, vilket även har format hans artistnamn ("ticks").